# جيفري بارنز
جيفري بارنز (9 يناير 1948 بأديلايد في أستراليا - ) (بالإنجليزية: Jeffrey Barnes)‏ هو لاعب كريكت أسترالي.

## وصلات خارجية
- جيفري بارنز على موقع إي آس بي آن كريك إنفو (الإنجليزية)